# Pat Floyd
Hugh Pat Floyd (ur. 27 sierpnia 1910 w Hackney, zm. 3 lipca 1988 w Watford) – angielski bokser, brązowy medalista Mistrzostw Europy z roku 1934.
W kwietniu 1934 został brązowym medalistą Mistrzostw Europy 1934 w kategorii ciężkiej. W ćwierćfinale pokonał na punkty reprezentanta Włoch Luigi Medici. W półfinale Mistrzostw Europy przegrał na punkty z Finem Gunnarem Baerlundem. W walce o brązowy medal pokonał reprezentanta Czech Josefa Kopečeka. Łącznie reprezentacja Anglii zdobyła pięć medali na Mistrzostwach Europy, w tym dwa złote. W tym samym roku zdobył złoty medal na Igrzyskach Imperium Brytyjskiego w Londynie.